# ACTR1B
ACTR1B (англ. ARP1 actin related protein 1 homolog B) – білок, який кодується однойменним геном, розташованим у людей на короткому плечі 2-ї хромосоми.  Довжина поліпептидного ланцюга білка становить 376 амінокислот, а молекулярна маса — 42 293.
| 10         |  | 20         |  | 30         |  | 40         |  | 50         |
| ---------- |  | ---------- |  | ---------- |  | ---------- |  | ---------- |
| MESYDIIANQ |  | PVVIDNGSGV |  | IKAGFAGDQI |  | PKYCFPNYVG |  | RPKHMRVMAG |
| ALEGDLFIGP |  | KAEEHRGLLT |  | IRYPMEHGVV |  | RDWNDMERIW |  | QYVYSKDQLQ |
| TFSEEHPVLL |  | TEAPLNPSKN |  | REKAAEVFFE |  | TFNVPALFIS |  | MQAVLSLYAT |
| GRTTGVVLDS |  | GDGVTHAVPI |  | YEGFAMPHSI |  | MRVDIAGRDV |  | SRYLRLLLRK |
| EGVDFHTSAE |  | FEVVRTIKER |  | ACYLSINPQK |  | DEALETEKVQ |  | YTLPDGSTLD |
| VGPARFRAPE |  | LLFQPDLVGD |  | ESEGLHEVVA |  | FAIHKSDMDL |  | RRTLFANIVL |
| SGGSTLFKGF |  | GDRLLSEVKK |  | LAPKDIKIKI |  | SAPQERLYST |  | WIGGSILASL |
| DTFKKMWVSK |  | KEYEEDGSRA |  | IHRKTF     |  |            |  |            |

A: Аланін

C: Цистеїн

D: Аспарагінова кислота

E: Глутамінова кислота

F: Фенілаланін

G: Гліцин

H: Гістидин

I: Ізолейцин

K: Лізин

L: Лейцин

M: Метіонін

N: Аспарагін

P: Пролін

Q: Глутамін

R: Аргінін

S: Серин

T: Треонін

V: Валін

W: Триптофан

Задіяний у таких біологічних процесах як поліморфізм, ацетиляція. 
Білок має сайт для зв'язування з АТФ, нуклеотидами. 
Локалізований у цитоплазмі, цитоскелеті.